# Fermion lourd
En physique du solide, les matériaux à fermions lourds, souvent appelés simplement « fermions lourds », sont une classe particulière de composés intermétalliques contenant des atomes ayant des électrons 4f (lanthanides) ou 5f (actinides) dans des bandes incomplètes et qui sont par conséquent porteurs de moments magnétiques localisés. Il s'agit par exemple de cations de cérium, d'ytterbium ou d'uranium dont des électrons 4f ou 5f, provenant d'orbitales f partiellement remplies, interagissent avec les électrons de la bande de conduction de l'intermétallique, formant par hybridation des quasi-particules dont la masse effective est sensiblement supérieure à celle des électrons libres. Ce phénomène s'observe en dessous d'une température caractéristique dite de cohérence, notée Tcoh, et généralement de l'ordre de 10 K. Les électrons de conduction de ces composés métalliques se comportent alors comme s'ils avaient une masse effective jusqu'à 1 000 fois supérieure à celle d'un électron libre. De là provient le nom de fermions lourds donné à ce type de substances. Cette masse effective élevée contribue fortement à la résistivité des fermions lourds à basse température par diffusion électron-électron en raison du rapport de Kadowaki-Woods élevé de telles substances. Ces matériaux sont ainsi caractérisés par une capacité thermique à basse température dont le terme de premier degré peut être jusqu'à 1 000 fois plus élevé que la valeur dérivée du modèle de l'électron libre.
Des comportements de type fermion lourd ont été observés dans une grande variété de phases, par exemple métalliques, supraconductrices, isolantes et magnétiques. Les systèmes CeCu6, CeAl3, CeCu2Si2, YbAl3, UBe13 et UPt3 sont des exemples caractéristiques de matériaux à fermions lourds.

## Propriétés
Les fermions lourds font partie des matériaux fortement corrélés (en). Plusieurs d'entre eux deviennent supraconducteurs en-dessous d'une température critique Tc ; il s'agit dans ce cas d'une supraconductivité non conventionnelle.
À température élevée, les fermions lourds se comportent comme des métaux normaux et leurs électrons peuvent être décrits comme un gaz de Fermi dans lequel les électrons sont considérés comme des fermions qui n'interagissent pas. Dans ce cas, les interactions entre les électrons de conduction et les électrons f, qui présentent un moment magnétique localisé, peuvent être négligées.
La théorie du liquide de Fermi de Landau fournit un bon modèle décrivant les propriétés de la plupart des fermions lourds à basse température. Dans cette théorie, les électrons sont décrits comme des quasi-particules qui partagent les mêmes nombres quantiques et la même charge mais avec une masse effective découlant de la prise en compte des interactions entre électrons, cette masse effective étant distincte de la masse des électrons libres.

### Propriétés électromagnétiques

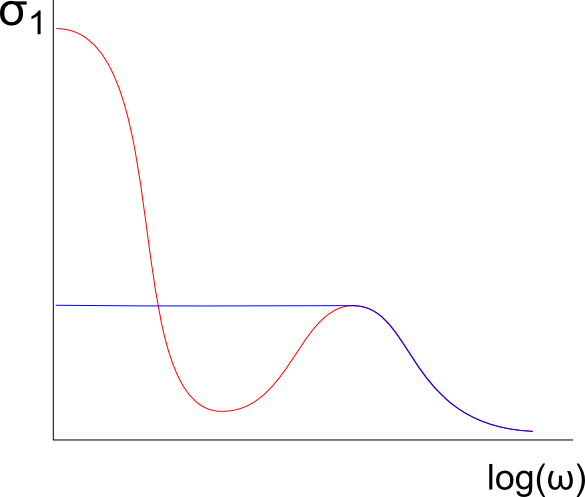
Profil typique de la conductivité σ en fonction de la fréquence ω dans un matériau à fermions lourds, au-dessus de leur température de cohérence en bleu, et en-dessous de Tcoh en rouge.

Les niveaux d'énergie dans les fermions lourds peuvent être étudiés par spectroscopie en faisant varier la longueur d'onde de rayonnements électromagnétiques incidents et en mesurant l'intensité réfléchie et transmise par l'échantillon.
Au-dessus d'une température caractéristique de cohérence, notée Tcoh, les fermions lourds se comportent comme des métaux normaux, c'est-à-dire que leur réponse aux ondes électromagnétiques répond au modèle de Drude. Ils diffèrent cependant des bons métaux par un taux de diffusion élevé à haute température en raison de la forte densité de moments magnétiques localisés — au moins un électron f par maille cristalline élémentaire — qui provoquent une diffusion par effet Kondo. Il s'ensuit que la conductivité à basse fréquence et pour le courant continu est assez faible. Un roll-off de conductivité est observé à une fréquence correspondant au temps de relaxation.
En-dessous de la température de cohérence Tcoh, il se produit une hybridation entre les électrons de conduction et les électrons f localisés, d'où l'augmentation de la masse effective de ces électrons. Contrairement aux isolants de Kondo, le potentiel chimique des fermions lourds se trouve dans la bande de conduction. Ceci a plusieurs conséquences sur la réponse électromagnétique des fermions lourds.
La conductivité σ peut être exprimée en fonction de la fréquence ω par {\displaystyle \sigma (\omega )={\frac {\tau ^{*}}{1+\omega ^{2}\tau ^{*2}}}{\frac {ne^{2}}{m^{*}}}}, où m* est la masse effective et τ* le taux de relaxation renormalisé {\displaystyle \tau ^{*}={\frac {m^{*}}{m}}\ \tau }. L'augmentation de la masse effective conduit à l'augmentation du taux de relaxation renormalisé, d'où un roll-off plus étroit que pour les métaux normaux à très basses fréquences,. Le taux de relaxation le plus bas observé dans un fermion lourd à basse fréquence l'a été dans le système UPd2Al3 (en).

### Capacité thermique

#### Capacité thermique massique des métaux conventionnels
La capacité thermique massique CP des métaux conventionnels à basse température est constituée d'une partie provenant des électrons et notée CP, el, et d'une partie provenant des phonons, notée CP, ph. La première dépend linéairement de la température T tandis que la seconde dépend du cube T3 de la température :
{\displaystyle C_{\mathrm {P} }=C_{\mathrm {P,\ el} }+C_{\mathrm {P,\ ph} }=\gamma \ T+\beta \ T^{3}}
avec les constantes de proportionnalité β et γ, ce dernier étant appelé constante de Sommerfeld.
À basse température, la capacité thermique massique provient essentiellement de sa fraction électronique. Celle peut être estimée à l'aide de l'approximation du gaz de Fermi par :
{\displaystyle C_{\mathrm {P,\ el} }=\gamma \ T={\frac {\pi ^{2}k_{\mathrm {B} }^{2}n}{2\epsilon _{\mathrm {F} }}}T}
où kB est la constante de Boltzmann, n la densité électronique, et εF le niveau de Fermi.

#### Relation entre la capacité thermique et la masse effective thermique
L'énergie de Fermi εF des électrons ayant une relation de dispersion au carré est inversement proportionnelle à la masse m de la particule :
{\displaystyle \epsilon _{\mathrm {F} }={\frac {\hbar ^{2}k_{\mathrm {F} }^{2}}{2m}}}
où kF est le nombre d'onde de Fermi, qui dépend de la densité électronique et est la valeur absolue du nombre d'onde du niveau d'énergie occupé de plus haute énergie. La constante de Sommerfeld γ étant inversement proportionnelle à εF, γ est proportionnel à la masse de la particule et, lorsque γ est élevé, le métal se comporte comme un matériau à gaz d'électrons libres dans lequel les électrons de conduction ont une masse effective thermique élevée.